# Oxygonum delagoense
Oxygonum delagoense là một loài thực vật có hoa trong họ Rau răm. Loài này được Kuntze mô tả khoa học đầu tiên năm 1898.